# Tom Scobbie
Thomas Scobbie, noto anche come Tom o Tam (Falkirk, 31 marzo 1988), è un ex calciatore scozzese, di ruolo difensore o centrocampista.

## Caratteristiche tecniche
Terzino sinistro, può giocare anche da difensore centrale o da mediano.

## Carriera

### Club
Ha giocato nella prima divisione scozzese.

### Nazionale
Ha giocato nelle nazionali giovanili scozzesi Under-19 ed Under-21.

## Palmarès

### Club

#### Competizioni nazionali
- Scottish Challenge Cup: 1

Falkirk: 2011-2012